# It Takes a Thief (televisieserie)
It Takes a Thief is een Amerikaanse dramaserie, die op de Amerikaanse tv werd uitgezonden van 1968 tot 1970. Het was een van de laatste spionageseries van de jaren 60. De serie is deels gebaseerd op de film To Catch a Thief van Alfred Hitchcock.
In Nederland werd de serie uitgezonden onder de titel "De dief van Washington".

## Opzet
It Takes a Thief draait om Alexander Mundy, een inbreker en zakkenroller die zijn misdaden vooral pleegt om zijn rijke leven als rokkenjager te financieren. Hij wordt uiteindelijk gearresteerd, maar krijgt van de SIA (secret intelligence agency) de kans om voor de overheid te gaan werken in plaats van een gevangenisstraf uit te zitten. Alexander accepteert dit aanbod. Vanaf dat moment stuurt de overheid hem er geregeld op uit om voor haar dingen te stelen.

## Achtergrond
In een vroeg productiestadium droeg de serie nog de titel Once a Crook.
De proefaflevering van de serie was een televisiefilm genaamd Magnificent Thief. Toen de serie in productie ging werd deze film opgesplitst in twee afleveringen getiteld A Thief is a Thief Parts 1 en 2.

## Rolverdeling
| Acteur            | Personage                |
| ----------------- | ------------------------ |
| Robert Wagner     | Al Mundy                 |
| Malachi Throne    | Noah Blain               |
| Ed Binns          | Wally Powers             |
| Joseph Cotten     | Mr. Jack                 |
| Susan Saint James | Charlene 'Charlie' Brown |
| John Russell      | William Dover            |
| Than Wyenn        | Hans Schiller            |
| James McEachin    | Earl Danton              |
| Fernando Lamas    | Francisco Arascan        |
| Jill Donohue      | Gabriella                |
| Stuart Margolin   | Dimitri Stavro           |
| Fred Astaire      | Alistair Mundy           |

## Afleveringen
In de laatste twee jaren kwam Fred Astaire als Alistair Mundy, de vader van Alexander Mundy, in vijf afleveringen de filmploeg versterken.